# Vodacom Cup 2009
Vodacom Cup 2009 – dwunasta edycja Vodacom Cup, trzeciego poziomu rozgrywek w rugby union w Południowej Afryce.
Czternaście uczestniczących zespołów rywalizowało w pierwszej fazie systemem kołowym podzielone na dwie siedmiozespołowe grupy, następnie czołowe czwórki z każdej z grup awansowały do fazy pucharowej złożonej z ćwierćfinałów, półfinałów i finału. W przypadku remisów w fazie pucharowej zostały ustalone odrębne zasady.
Z ćwierćfinałowych pojedynków zwycięsko wyszły zespoły Sharks XV, Griquas, Leopards i obrońcy tytułu, Blue Bulls. Półfinały na swoją korzyść rozstrzygnęły drużyny Griquas i Blue Bulls, zaś w finale triumfowali zawodnicy Griquas, a wszystkie punkty dla zwycięzców zdobył Riaan Viljoen.
W fazie grupowej najwięcej punktów zdobył Naas Olivier (130). Pod jego nieobecność w fazie pucharowej wyprzedził go Francois Brummer, który zwyciężył w tej klasyfikacji z 158 punktami, najwięcej przyłożeń w zawodach zdobył zaś Cecil Afrika (7).
Od tego sezonu zespół Natal Wildebeest występował jako Sharks XV.

## Faza grupowa

### Grupa północna
| 27 lutego 200916:30 | Griquas | 65:12(37:12) | Falcons | GWK Park, Kimberley Sędzia: Ben Crouse |
| 27 lutego 200916:30 |         | 65:12(37:12) |         | GWK Park, Kimberley Sędzia: Ben Crouse |

| 27 lutego 200919:00 | Griffons | 17:22(8:13) | Blue Bulls | North West Stadium, Welkom Widzów: 1 000 Sędzia: Mlungiseleli Mdashe |
| 27 lutego 200919:00 |          | 17:22(8:13) |            | North West Stadium, Welkom Widzów: 1 000 Sędzia: Mlungiseleli Mdashe |

| 27 lutego 200919:10 | Pumas | 0:14(0:11) | Leopards | Witbank Widzów: 1 000 Sędzia: Tiaan Jonker |
| 27 lutego 200919:10 |       | 0:14(0:11) |          | Witbank Widzów: 1 000 Sędzia: Tiaan Jonker |

| 6 marca 200919:10 | Leopards | 18:20(12:9) | Griquas | Olën Park, Potchefstroom Sędzia: Gareth Lloyd-Jones |
| 6 marca 200919:10 |          | 18:20(12:9) |         | Olën Park, Potchefstroom Sędzia: Gareth Lloyd-Jones |

| 7 marca 200915:00 | Golden Lions | 34:47(10:20) | Pumas | Randfontein RC, Randfontein Widzów: 2 500 |
| 7 marca 200915:00 |              | 34:47(10:20) |       | Randfontein RC, Randfontein Widzów: 2 500 |

| 7 marca 200915:00 | Falcons | 34:37(9:17) | Griffons | Tembisa RC, Tembisa |
| 7 marca 200915:00 |         | 34:37(9:17) |          | Tembisa RC, Tembisa |

| 13 marca 200919:10 | Blue Bulls | 40:20(20:13) | Griquas | Loftus Versfeld Stadium, Pretoria Sędzia: Tiaan Jonker |
| 13 marca 200919:10 |            | 40:20(20:13) |         | Loftus Versfeld Stadium, Pretoria Sędzia: Tiaan Jonker |

| 14 marca 200915:30 | Falcons | 14:10(14:3) | Pumas | Barnard Stadium, Kempton Park Widzów: 150 Sędzia: Delbirth November |
| 14 marca 200915:30 |         | 14:10(14:3) |       | Barnard Stadium, Kempton Park Widzów: 150 Sędzia: Delbirth November |

| 14 marca 200916:00 | Leopards | 11:10(8:0) | Golden Lions | Olën Park, Potchefstroom Widzów: 1 000 Sędzia: Mlungiseleli Mdashe |
| 14 marca 200916:00 |          | 11:10(8:0) |              | Olën Park, Potchefstroom Widzów: 1 000 Sędzia: Mlungiseleli Mdashe |

| 20 marca 200919:00 | Griffons | 18:42(13:15) | Pumas | North West Stadium, Welkom Sędzia: Bongani Maloni |
| 20 marca 200919:00 |          | 18:42(13:15) |       | North West Stadium, Welkom Sędzia: Bongani Maloni |

| 20 marca 200919:10 | Blue Bulls | 20:19(8:10) | Golden Lions | Loftus Versfeld Stadium, Pretoria Widzów: 2 309 Sędzia: Joey Klaaste-Salmans |
| 20 marca 200919:10 |            | 20:19(8:10) |              | Loftus Versfeld Stadium, Pretoria Widzów: 2 309 Sędzia: Joey Klaaste-Salmans |

| 21 marca 200914:50 | Falcons | 10:42(3:26) | Leopards | Barnard Stadium, Kempton Park Widzów: 200 Sędzia: Archie Sehlako |
| 21 marca 200914:50 |         | 10:42(3:26) |          | Barnard Stadium, Kempton Park Widzów: 200 Sędzia: Archie Sehlako |

| 27 marca 200917:00 | Griquas | 26:21(13:11) | Golden Lions | GWK Park, Kimberley Widzów: 1 000 Sędzia: Mtheleni Msileni |
| 27 marca 200917:00 |         | 26:21(13:11) |              | GWK Park, Kimberley Widzów: 1 000 Sędzia: Mtheleni Msileni |

| 27 marca 200919:00 | Griffons | 14:48(11:10) | Leopards | North West Stadium, Welkom Widzów: 500 Sędzia: Francois Veldsman |
| 27 marca 200919:00 |          | 14:48(11:10) |          | North West Stadium, Welkom Widzów: 500 Sędzia: Francois Veldsman |

| 28 marca 200916:00 | Blue Bulls | 39:15(9:0) | Falcons | Hans Merensky Hoërskool, Tzaneen Sędzia: Archie Sehlako |
| 28 marca 200916:00 |            | 39:15(9:0) |         | Hans Merensky Hoërskool, Tzaneen Sędzia: Archie Sehlako |

| 3 kwietnia 200919:10 | Leopards | 22:22(16:9) | Blue Bulls | Olën Park, Potchefstroom Widzów: 2 000 Sędzia: Sindile Mayende |
| 3 kwietnia 200919:10 |          | 22:22(16:9) |            | Olën Park, Potchefstroom Widzów: 2 000 Sędzia: Sindile Mayende |

| 4 kwietnia 200915:00 | Golden Lions | 53:32(31:13) | Griffons | Alberton Rugby Club, Alberton Widzów: 2 000 Sędzia: Archie Sehlako |
| 4 kwietnia 200915:00 |              | 53:32(31:13) |          | Alberton Rugby Club, Alberton Widzów: 2 000 Sędzia: Archie Sehlako |

| 4 kwietnia 200915:30 | Pumas | 31:37(16:11) | Griquas | Atlantic Stadium, Witbank Widzów: 500 Sędzia: Willie Roos |
| 4 kwietnia 200915:30 |       | 31:37(16:11) |         | Atlantic Stadium, Witbank Widzów: 500 Sędzia: Willie Roos |

| 18 kwietnia 200912:15 | Griquas | 87:31(42:10) | Griffons | GWK Park, Kimberley Sędzia: Francois Veldsman |
| 18 kwietnia 200912:15 |         | 87:31(42:10) |          | GWK Park, Kimberley Sędzia: Francois Veldsman |

| 18 kwietnia 200915:00 | Golden Lions | 59:26(26:14) | Falcons | Pirates Rugby Club, Greenside, Johannesburg Widzów: 1 500 Sędzia: Jason Jaftha |
| 18 kwietnia 200915:00 |              | 59:26(26:14) |         | Pirates Rugby Club, Greenside, Johannesburg Widzów: 1 500 Sędzia: Jason Jaftha |

| 18 kwietnia 200916:00 | Pumas | 24:37(0:23) | Blue Bulls | Atlantic Stadium, Witbank Sędzia: Jaco Peyper |
| 18 kwietnia 200916:00 |       | 24:37(0:23) |            | Atlantic Stadium, Witbank Sędzia: Jaco Peyper |

### Grupa południowa
| 27 lutego 200916:30 | Boland Cavaliers | 18:43(11:16) | Sharks XV | Boland Stadium, Wellington Sędzia: Jaco Peyper |
| 27 lutego 200916:30 |                  | 18:43(11:16) |           | Boland Stadium, Wellington Sędzia: Jaco Peyper |

| 28 lutego 200915:00 | Cheetahs | 41:17(20:3) | Border Bulldogs | Vodacom Park, Bloemfontein Widzów: 1 800 Sędzia: Willie Roos |
| 28 lutego 200915:00 |          | 41:17(20:3) |                 | Vodacom Park, Bloemfontein Widzów: 1 800 Sędzia: Willie Roos |

| 28 lutego 200916:00 | SWD Eagles | 43:20(24:3) | Mighty Elephants | Uniondale Sędzia: Joey Klaaste-Salmans |
| 28 lutego 200916:00 |            | 43:20(24:3) |                  | Uniondale Sędzia: Joey Klaaste-Salmans |

| 7 marca 200915:00 | Western Province | 49:13(28:3) | Mighty Elephants | Newlands Stadium, Kapsztad Widzów: 50 |
| 7 marca 200915:00 |                  | 49:13(28:3) |                  | Newlands Stadium, Kapsztad Widzów: 50 |

| 7 marca 200915:30 | Cheetahs | 19:23(6:11) | Sharks XV | Petrusburg Widzów: 7 000 |
| 7 marca 200915:30 |          | 19:23(6:11) |           | Petrusburg Widzów: 7 000 |

| 7 marca 200916:00 | SWD Eagles | 19:16(9:0) | Boland Cavaliers | Mossel Bay Widzów: 600 |
| 7 marca 200916:00 |            | 19:16(9:0) |                  | Mossel Bay Widzów: 600 |

| 13 marca 200917:30 | Sharks XV | 18:13(13:13) | SWD Eagles | ABSA Stadium, Durban Widzów: 1 000 Sędzia: Francois Veldsman |
| 13 marca 200917:30 |           | 18:13(13:13) |            | ABSA Stadium, Durban Widzów: 1 000 Sędzia: Francois Veldsman |

| 13 marca 200919:05 | Border Bulldogs | 16:26(13:11) | Western Province | Border Rugby Stadium Sędzia: Mtheleni Msileni |
| 13 marca 200919:05 |                 | 16:26(13:11) |                  | Border Rugby Stadium Sędzia: Mtheleni Msileni |

| 14 marca 200915:30 | Mighty Elephants | 21:51(14:25) | Cheetahs | EPRU Stadium, Port Elizabeth Widzów: 500 Sędzia: Gareth Lloyd-Jones |
| 14 marca 200915:30 |                  | 21:51(14:25) |          | EPRU Stadium, Port Elizabeth Widzów: 500 Sędzia: Gareth Lloyd-Jones |

| 21 marca 200915:30 | Sharks XV | 23:16(16:9) | Western Province | Empangeni RC, Empangeni Sędzia: Willie Roos |
| 21 marca 200915:30 |           | 23:16(16:9) |                  | Empangeni RC, Empangeni Sędzia: Willie Roos |

| 21 marca 200915:30 | Boland Cavaliers | 29:30(14:13) | Cheetahs | Piketberg Sędzia: Jason Jaftha |
| 21 marca 200915:30 |                  | 29:30(14:13) |          | Piketberg Sędzia: Jason Jaftha |

| 21 marca 200917:00 | Mighty Elephants | 14:34(7:14) | Border Bulldogs | Wolfson Stadium, Port Elizabeth Sędzia: Jaco Peyper |
| 21 marca 200917:00 |                  | 14:34(7:14) |                 | Wolfson Stadium, Port Elizabeth Sędzia: Jaco Peyper |

| 27 marca 200919:10 | Border Bulldogs | 8:38(5:7) | Sharks XV | Border Rugby Stadium Widzów: 750 Sędzia: Philip Bosch |
| 27 marca 200919:10 |                 | 8:38(5:7) |           | Border Rugby Stadium Widzów: 750 Sędzia: Philip Bosch |

| 28 marca 200916:00 | Western Province | 46:7(34:0) | Boland Cavaliers | Athlone City Park, Athlone Sędzia: Tiaan Jonker |
| 28 marca 200916:00 |                  | 46:7(34:0) |                  | Athlone City Park, Athlone Sędzia: Tiaan Jonker |

| 28 marca 200917:00 | Cheetahs | 33:38(20:16) | SWD Eagles | Shimla Park, Bloemfontein Widzów: 9 500 Sędzia: Mlungiseleli Mdashe |
| 28 marca 200917:00 |          | 33:38(20:16) |            | Shimla Park, Bloemfontein Widzów: 9 500 Sędzia: Mlungiseleli Mdashe |

| 3 kwietnia 200917:00 | SWD Eagles | 28:19(12:13) | Western Province | Outeniqua Park, George Widzów: 800 Sędzia: Stuart Berry |
| 3 kwietnia 200917:00 |            | 28:19(12:13) |                  | Outeniqua Park, George Widzów: 800 Sędzia: Stuart Berry |

| 4 kwietnia 200914:30 | Sharks XV | 68:6(33:6) | Mighty Elephants | ABSA Stadium, Durban Widzów: 1 000 Sędzia: Joey Klaaste-Salmans |
| 4 kwietnia 200914:30 |           | 68:6(33:6) |                  | ABSA Stadium, Durban Widzów: 1 000 Sędzia: Joey Klaaste-Salmans |

| 4 kwietnia 200916:30 | Boland Cavaliers | 18:27(18:6) | Border Bulldogs | Boland Stadium, Wellington Widzów: 350 Sędzia: Gareth Lloyd-Jones |
| 4 kwietnia 200916:30 |                  | 18:27(18:6) |                 | Boland Stadium, Wellington Widzów: 350 Sędzia: Gareth Lloyd-Jones |

| 17 kwietnia 200919:05 | Border Bulldogs | 13:20(7:5) | SWD Eagles | Border Rugby Stadium Widzów: 600 Sędzia: Philip Bosch |
| 17 kwietnia 200919:05 |                 | 13:20(7:5) |            | Border Rugby Stadium Widzów: 600 Sędzia: Philip Bosch |

| 17 kwietnia 200919:10 | Western Province | 19:35(12:22) | Cheetahs | Danie Craven Stadium, Stellenbosch Widzów: 800 Sędzia: Lesego Legoete |
| 17 kwietnia 200919:10 |                  | 19:35(12:22) |          | Danie Craven Stadium, Stellenbosch Widzów: 800 Sędzia: Lesego Legoete |

| 18 kwietnia 200915:00 | Mighty Elephants | 8:34(3:13) | Boland Cavaliers | Humansdorp Country Club, Humansdorp Sędzia: Leon van der Merwe |
| 18 kwietnia 200915:00 |                  | 8:34(3:13) |                  | Humansdorp Country Club, Humansdorp Sędzia: Leon van der Merwe |

## Faza pucharowa
|  |                  |                  |             |             |    |            |             |          |  |  |       |       |       |
|  | Ćwierćfinał      | Ćwierćfinał      | Ćwierćfinał |             |    | Półfinał   | Półfinał    | Półfinał |  |  | Finał | Finał | Finał |
|  | Ćwierćfinał      | Ćwierćfinał      | Ćwierćfinał |             |    | Półfinał   | Półfinał    | Półfinał |  |  | Finał | Finał | Finał |
|  | 25 kwietnia 2009 |                  |             |             |    |            |             |          |  |  |       |       |       |
|  |                  |                  |             |             |    |            |             |          |  |  |       |       |       |
|  | Blue Bulls       | Blue Bulls       | 36          |             |    |            |             |          |  |  |       |       |       |
|  | Blue Bulls       | Blue Bulls       | 36          | 2 maja 2009 |    |            |             |          |  |  |       |       |       |
|  | Western Province | Western Province | 16          |             |    |            |             |          |  |  |       |       |       |
|  | Western Province | Western Province | 16          |             |    | Blue Bulls | Blue Bulls  | 45       |  |  |       |       |       |
|  | 25 kwietnia 2009 |                  |             |             |    | Blue Bulls | Blue Bulls  | 45       |  |  |       |       |       |
|  |                  |                  | Leopards    | Leopards    | 34 |            |             |          |  |  |       |       |       |
|  | SWD Eagles       | SWD Eagles       | Leopards    | Leopards    | 34 | 16         |             |          |  |  |       |       |       |
|  | SWD Eagles       | SWD Eagles       |             |             |    | 16         | 9 maja 2009 |          |  |  |       |       |       |
|  | Leopards         | Leopards         | 32          |             |    |            |             |          |  |  |       |       |       |
|  | Leopards         | Leopards         | 32          |             |    | Blue Bulls | Blue Bulls  | 19       |  |  |       |       |       |
|  | 24 kwietnia 2009 |                  |             |             |    | Blue Bulls | Blue Bulls  | 19       |  |  |       |       |       |
|  |                  |                  | Griquas     | Griquas     | 28 |            |             |          |  |  |       |       |       |
|  | Sharks XV        | Sharks XV        | Griquas     | Griquas     | 28 | 20         |             |          |  |  |       |       |       |
|  | Sharks XV        | Sharks XV        | 2 maja 2009 |             |    | 20         |             |          |  |  |       |       |       |
|  | Golden Lions     | Golden Lions     | 7           |             |    |            |             |          |  |  |       |       |       |
|  | Golden Lions     | Golden Lions     | 7           |             |    | Sharks XV  | Sharks XV   | 25       |  |  |       |       |       |
|  | 25 kwietnia 2009 |                  |             |             |    | Sharks XV  | Sharks XV   | 25       |  |  |       |       |       |
|  |                  |                  | Griquas     | Griquas     | 36 |            |             |          |  |  |       |       |       |
|  | Griquas          | Griquas          | Griquas     | Griquas     | 36 | 30         |             |          |  |  |       |       |       |
|  | Griquas          | Griquas          |             |             |    |            |             |          |  |  |       |       |       |
|  | Cheetahs         | Cheetahs         | 25          |             |    |            |             |          |  |  |       |       |       |
|  | Cheetahs         | Cheetahs         | 25          |             |    |            |             |          |  |  |       |       |       |

| 25 kwietnia 200914:00 | Blue Bulls | 36:16(16:6) | Western Province | Loftus Versfeld Stadium, Pretoria Sędzia: Stuart Berry |
| 25 kwietnia 200914:00 |            | 36:16(16:6) |                  | Loftus Versfeld Stadium, Pretoria Sędzia: Stuart Berry |

| 25 kwietnia 200917:00 | SWD Eagles | 16:32(6:17) | Leopards | Outeniqua Park, George Sędzia: Gareth Lloyd-Jones |
| 25 kwietnia 200917:00 |            | 16:32(6:17) |          | Outeniqua Park, George Sędzia: Gareth Lloyd-Jones |

| 24 kwietnia 200917:00 | Sharks XV | 20:7(0:7) | Golden Lions | ABSA Stadium, Durban Widzów: 700 Sędzia: Jason Jaftha |
| 24 kwietnia 200917:00 |           | 20:7(0:7) |              | ABSA Stadium, Durban Widzów: 700 Sędzia: Jason Jaftha |

| 25 kwietnia 200915:00 | Griquas | 30:25(17:3) | Cheetahs | GWK Park, Kimberley Widzów: 500 Sędzia: Joey Klaaste-Salmans |
| 25 kwietnia 200915:00 |         | 30:25(17:3) |          | GWK Park, Kimberley Widzów: 500 Sędzia: Joey Klaaste-Salmans |

| 2 maja 200914:00 | Blue Bulls | 45:34(27:13) | Leopards | Loftus Versfeld Stadium, Pretoria Sędzia: Jaco Peyper |
| 2 maja 200914:00 |            | 45:34(27:13) |          | Loftus Versfeld Stadium, Pretoria Sędzia: Jaco Peyper |

| 2 maja 200912:00 | Sharks XV | 25:36(9:21) | Griquas | ABSA Stadium, Durban Sędzia: Lesego Legoete |
| 2 maja 200912:00 |           | 25:36(9:21) |         | ABSA Stadium, Durban Sędzia: Lesego Legoete |

| 9 maja 200914:00 | Blue Bulls | 19:28(9:15) | Griquas | Loftus Versfeld Stadium, Pretoria Sędzia: Philip Bosch |
| 9 maja 200914:00 |            | 19:28(9:15) |         | Loftus Versfeld Stadium, Pretoria Sędzia: Philip Bosch |